# Херберт Бергер
Херберт Бергер (на немски: Herbert Berger) е австрийски белетрист, драматург и журналист, роден във Виена.

## Живот
Бергер следва театрознание и история на изкуството, става доктор по философия и до 1960 г. работи като журналист на свободна практика. След това е редактор в три виенски вестника, а от 1976 до 1992 г. е драматург в австрийската телевизия.

## Творби
Литературно име Херберт Бергер си създава още с пиесата „Ултиматумът“ (1961). Следват комедиите „Един подлец срещу жените“ (1976) и „Опашката, която си размахва кучето“ (1977), както и историческата драма „Виена трябва да падне“ (1983). Най-значимите му кратки драматични творби са събрани в сборника „Зли пиеси“ (1987). Бергер публикува още романа „Бедният Адолф, комунист“ (1993), книгата с афоризми „Скокове през глава“ (1995) и сборника с разкази „Жените са за победителите. Истории от света на мъжете“ (1997).

## Поетика
Херберт Бергер е продължител на старата виенска традиция на гротескните творби, изпълнени с черен хумор и иносказания. Неговата тема е внезапното нахлуване на иреалното в действителността, което придава на „нормалното“ всекидневие ново, трагично и в същото време загадъчно измерение.

## Признание
За цялостното си творчество писателят е отличен с литературната награда „Франц Теодор Чокор“ (1998) на австрийския ПЕН клуб.

### Пиеси
- Das Ultimatum, Drama, 1961
- Kleider machen Leichen, Einakter, 1970
- Schönen Gruß an den Hans-Onkel, Einakter, 1970
- Wenn ein kleines Vogerl aus dem Nest fällt, Einakter, 1970
- Das Leben, das sie vor sich hatte, Einakter, 1973
- Ein Schuft gegen die Weiber, Komödie, 1976
- Der Schwanz, der mit dem Hund wedelt, Lustspiel, 1977
- Herr Fock wird geprüft, Farce in vier Bildern, 1977
- Wo der Pirol ruft, Einakter, 1977
- Wien muß fallen, historisches Schauspiel, 1983
- Pumperigsuaah, Einakter, 1986
- Im Krieg war das ebenso, 1991
- Herr und Frau Saxeder erlauben sich, Widerstand zu leisten, 1994

### Проза
- Armer Adolf, Kommunist, Roman, 1993
- Die Frauen gehören den Siegern, Erzählungen, 1998
- Kopfsprünge, Aphorismen, 1995